# 野川櫻
野川櫻（日语：／ Nogawa Sakura，1978年3月1日—），日本女性配音員、歌手、活動主持人。Office Anemone所屬。出身於愛知縣豐橋市。身高153cm。O型血。
代代木動畫學院畢業。艾尼克斯新人選拔出身。Office Anemone所屬（2017年2月加入），原RAMS、RETREAT所屬，並有一段時間以自由身持續參與。

## 來歷
投入配音業界之前從參加艾尼克斯主辦的新人選拔比賽中選出（在這之中與野川一起入選的有早水理沙、今井麻美、原唯（後來榊原也擔任野川參加Live活動的編舞師））。由於經歷波折，後來選擇進入專門學校就學。並於在學期間加入RAMS事務所開始，才全面投入配音事業。
2013年3月31日，從RAMS離所。同年8月1日，加入RETREAT。
2013年5月19日成立俱樂部「櫻花組」，透過援助者論壇網站「BEWE」宣布。
2013年8月16日因身體不適，而取消所有的配音的相關活動，專心休養將近1年。
2014年9月20日，於劇院先行公映的「強襲魔女」新作OVA動畫《強襲魔女 Operation Victory Arrow vol.1 聖特雷登的雷鳴》宣布重返工作崗位。
2017年1月1日，從RETREAT離所，再度成為自由身。後來接受前輩井上喜久子胞姊、關本彌生的邀請，同年2月1日加入現在所屬的Office Anemone。

## 人物
暱稱「（由同行新谷良子命名）」。家中排行長女，有2個弟弟。
興趣：和貓遊玩、開車、購物。特長為吐司烘焙、料理、電腦操作、開車。

### 特色
經常以等獨特的打招呼用語向粉絲交流和互動。

### 音樂活動
從擔任動畫情報節目《動畫Paradise！》主持人為契機之下，受到負責樂曲企劃製作的創作歌手影山浩宣的邀請之後，至今合作發行過許多CD單曲、專輯。其它還有動畫歌曲、遊戲歌曲及角色歌曲。
2003年起以東京和大阪這兩地為活動據點，舉辦個人演唱會。2006年夏天第一次在東京和大阪以外位於家鄉附近的名古屋市舉辦演唱會。並在2007年春天首度舉辦她的慶生演唱會。而擔任野川歌曲的製作人影山則以嘉賓身分登台，還有和野川同隸屬PAMS的樂團PSYCHIC LOVER也一起加入這場演唱會活動。
2008年12月，其首張精選專輯《野川櫻 SUPER BEST ～櫻之歌～》發行。該專輯收錄了在精選專輯發行之前從未CD音源化和粉絲強烈矚目的歌曲「I love you」和。另外，該專輯的封面照片是在香港進行拍攝，還有據本人的說法這是她從小到大第一次出國旅行。

## 交友關係
自從在電視動畫《天使的尾巴》與田中理惠和千葉紗子3人共同演出之後，無論是上廣播節目、或者是在自己的網誌有很多話題可以聊，因此交情相當要好。同樣還有和廣橋涼、田中3人相互在自己的部落格進行交換日記。另一方面，野川加盟大型唱片公司Lantis在歌壇出道之際，與後來同樣加盟Lantis的同行聲優新谷良子、中原麻衣認識，其他還有桑谷夏子、高橋智秋以及桃井晴子等人。另外，千葉與野川一樣也曾經加入過Lantis。
2006年，野川受到同時期出道的田村由香里的勸誘下，加入現在所屬經紀公司的社長胞妹井上喜久子率團的「17歲教」。並對外公開年齡為「永遠的17歳」（同樣堀江由衣和中川翔子則基於尊重，會在後面加上幾月幾日，並曾有一度公開實際年齡）。而野川和井上她們2人第一次共演的動畫是《武俠派女高校生》，在那之後也常在其它作品或廣播節目合作而熟知。

## 演出
粗體字表示主要角色。

### 電視動畫
1999年
- HUNTER×HUNTER (1999年版)（天空鬥技場的接待員）

2000年
- 人造人基凱達 THE ANIMATION（日语：人造人間キカイダー THE ANIMATION）（小孩）

2001年
- 天使的尾巴（鸚鵡之翼）
- SAMURAI GIRL 武俠派女高中生（鬼塚美雪[12]）
- 妹妹公主（戴黃色草帽的女孩子）
- 破壞魔定光（高杉光子）
- 遊☆戲☆王 怪獸之決鬥（幼少期的伊西絲·伊修達爾）
- 噴嚏大魔王之小呵欠（眠田ころん）

2002年
- 笑園漫畫大王（香香）
- Weiß kreuz Glühen（宮澤希美）
- 盜賊王JING（希德爾[13]）
- SAMURAI DEEPER KYO（歳子）
- 迷糊天使（御手洗薰）
- 狐狸秀丸（日语：フォルツァ!ひでまる）（奈奈）
- 洛克人EXE（AKI）

2003年
- 戀愛小魔女（電腦）
- 天使的尾巴Chu！（鸚鵡之翼）
- 四聖獸 ～聖獸降臨篇～（鸚鵡之翼）
- 蠟筆小新（2003年－，可愛P、形象的妹妹）
- 初音島（朝倉音夢）
- 6/17秀逗美眉（霰玉九里子）
- 成惠的世界（大當真名花）
- 星星公主（貝塚裕子）
- 蒲公英之戀（野野）

2004年
- 光與水的女神（高城司）
- 愛情泡泡糖（益田西守歌）
- 超完美女傭（日语：ぷぎゅる）
- 舞-HiME（宗像詩帆）
- 薔薇少女（雛莓[[[Wikipedia:格式手册/链接#章節|錨點失效]]]）

2005年
- 女孩萬歲 second season（雪菜）
- 初音島 Second Season（朝倉音夢）
- 舞-乙HiME（詩帆·尤伊特）
- 萌趣趣（日语：モンチッチ）（小萌趣趣）
- 薔薇少女 彷如夢境（雛莓）

2006年
- 少女愛上大姐姐（高根美智子[14]）
- 草莓危機（奧若蕾）
- HANOKA ～葉之香～（日语：HANOKA〜葉ノ香〜）（葉之香）
- 小小備長炭（柞炭）
- 魔法美少女（魔宫步）
- 守護！蘿莉波普（日语：まもって!ロリポップ）（洛可）
- 甜蜜偶像（榊瑞樹、有栖川唯）
- 怪醫美女RAY THE ANIMATION（春日野零）
- 薔薇少女 序曲（雛苺）

2007年
- AYAKASHI（夏原織江、牧原和泉）
- Venus Versus Virus（三雲音音）
- 君吻 pure rouge（相原菜菜）
- 瀨戶的花嫁（江戶前留奈）

2008年
- attacked kuma3（日语：attacked kuma3）（粉熊）
- 強襲魔女（艾莉卡·哈特曼）

2009年
- 阿拉德戰記 ～Slap Up Party～（留美·萊卡[15]）
- 暖爐貓（日语：炬燵猫）（希德）

2010年
- 吐司咪咪（日语：食パンミミー）（咪咪）
- 強襲魔女2（艾莉卡·哈特曼、烏蘇拉·哈特曼）
- 天體戰士桑雷德 (第2期)（小舞、小孩、美紀）

2012年
- 人類衰退之後（花學姊）
- Muv-Luv Alternative Total Eclipse（塔莉莎·瑪南戴爾[16]）
- （旁白）

2013年
- 薔薇少女 (新作)（雛苺）

2019年
- 強襲魔女：501部隊出動！（艾莉卡·哈特曼[17]）

2020年
- 強襲魔女 通往柏林之路（艾莉卡·哈特曼、烏蘇拉·哈特曼）

### 電影動畫
- 笑園漫畫大王 The Movie（2001年，香香）
- 蠟筆小新：Amigo！森巴入侵計畫（2006年，可愛P）
- 強襲魔女 劇場版（2012年，艾莉卡·哈特曼）
- 強襲魔女 劇場版 501部隊出動！（2019年，艾莉卡·哈特曼[18]）

### OVA
1990年代
- 最遊記（1999年，李厘）

2000年代
- COSPLAY症候群（2002年，長谷川茶子）
- 電玩少女櫻吹雪（日语：アーケードゲーマーふぶき）（2002年，櫻咲吹雪）
- 捍衛者21（2002年，太刀川里香）
- 發明工坊（2004年，奈奈·翰柏頓）
- 先行者 THE MOVIE（日语：ねとらん者 THE MOVIE）（2004年，小哈瓦納辣椒娘）
- 魔塔大陸 在世界終結續詠詩篇的少女（2006年，彌紗·艾爾托賽利可·玲恩）
- 舞-乙HiME Zwei（2006年，詩凡·尤伊特）
- 秋之回憶 #5 中斷的影片 THE ANIMATION（2006年，日名明日香）
- 瀨戶的花嫁OVA 仁·義（2008年，江戶前留奈）

2010年代
- 瀨戶的花嫁 否苦炒亞怒羅魔 極道之妻 KEJIME（2010年，江戶前留奈）
- 吐司咪咪 ～烘焙篇～（日语：食パンミミー）（2010年，咪咪）
- 強襲魔女 Operation Victory Arrow vol.1 聖特雷登的雷鳴（2014年，艾莉卡·哈特曼、烏蘇拉·哈特曼[19]）

### 網路動畫
- 企鵝美眉♥心（2008年，陳香）
- 蠟筆小新外傳 玩具大戰（日语：クレヨンしんちゃん外伝 おもちゃウォーズ）（2016年，可愛P）

### 遊戲
2001年
- （〈那緒靈〉[20]）

2002年
- 發明工坊系列（2002年－2012年，奈奈·翰柏頓）4作品
- 戰鬥吧！製作大師吹雪（日语：アーケードゲーマーふぶき）（櫻咲吹雪）
- 笑園漫畫碰將大王（日语：あずまんがドンジャラ大王）（香香）
- 愛神餐館（日语：ビストロ・きゅーぴっと）（敏特·亥比茲史卡斯）

2003年
- 天使的尾巴（鸚鵡之翼）
- SAKURA ～雪月華～（日语：SAKURA 〜雪月華〜）（月島圓）
- 妹妹公主2（柿之本）
- 初音島Plus Situation（朝倉音夢）

2004年
- 見羽天使2wins（日语：てんたま）（真田純菜）
- 愛情泡泡糖（2004年－2005年，益田西守歌）2作品

2005年
- 發明工坊2（日语：蒼い空のネオスフィア）系列（2005年－2012年，奈奈·翰柏頓）4作品
- BALDR FORCE EXE（水坂憐）[注 5]
- 純愛咖啡廳 ～maid cafe "curio"～（日语：ショコラ 〜maid cafe "curio"〜）（真名井美里）[注 5]
- 初音島 Four Seasons（日语：D.C. Four Seasons 〜ダ・カーポ〜 フォーシーズンズ）（朝倉音夢）
- 公主協奏曲（日语：プリンセスコンチェルト）（露奈）
- 秋之回憶 #5 中斷的影片／encore（2005年－2007年，日名明日香）2作品
- 甜蜜偶像 ～Lovely Idol～（有栖川唯）

2006年
- 魔塔大陸 在世界終結續詠詩篇的少女（彌紗·艾爾托賽利可·玲恩、莓莓）
- 君吻（菜菜）
- GE王者之劍（日语：グラナド・エスパダ）（戰鬥女性）
- 蠟筆小新：驚奇園地的傳說大絕戰！（日语：クレヨンしんちゃん 伝説を呼ぶ オマケの都ショックガーン!）（可愛P）
- 蠟筆小新：最強家族春日部之王Wii（日语：クレヨンしんちゃん 最強家族カスカベキング うぃ〜）（可愛P）
- 召喚夜響曲4（米莉莉芙）
- Strawberry Panic！GIRLS' SCHOOL IN FULLBLOOM（奧若蕾）
- true tears（2006年－2008年，櫻川依緒）2作品
- 純愛咖啡廳 -Chocolat Second Style-（日语：ショコラ 〜maid cafe "curio"〜）（花鳥玲愛）
- 藍色天使隊（日语：ブルーブラスター）（阿什麗·菲洛索福德）
- 炙熱之魂（日语：ブレイジングソウルズ）（愛黛兒、汐拉）
- 舞-HiME 鮮烈！真 風華學園激鬥史!!（宗像詩帆）
- 舞-乙HiME 少女舞鬥史!!（詩凡＝尤伊特）
- 薔薇少女 決鬥的圓舞曲（2006年－2014年，雛莓[[[Wikipedia:格式手册/链接#章節|錨點失效]]]）3作品

2007年
- 魔塔大陸2 少女們於世界中迴響的創造詩（源五郎、妮妮紗、彌紗·艾爾托賽利可·玲恩）
- 魔法美少女 Fan disc 剪刀石頭布是認真的嗎？（魔宮步）
- 四八 (暫)（日语：四八（仮））（富澤七姊妹）【日、亞土、月野、木里、火乃、水貴、金花】
- 龍騎士之歌（日语：ドラグナーズアリア 竜が眠るまで）（烏爾麗卡·埃克倫德）
- 武裝神姬 BATTLE RONDO（蝶型MMS 修梅塔林格）
- 瑪那鍊金術 ～學園鍊金術士們～（日语：マナケミア 〜学園の錬金術士たち〜）（費羅梅兒·阿爾通格）
- 鍊金術士莉慈（日语：リーズのアトリエ 〜オルドールの錬金術士〜）（莉慈〈莉潔特·蘭德爾公主〉）

2008年
- 交錯刀鋒（日语：クロスエッジ）（2008年－2009年，莓、彌紗·艾爾托賽利可·玲恩）2作品
- 心靈傳奇（佩麗朵特·漢米爾頓）
- R20★萌花札（日语：R20★#R20★萌え花札）（結崎千尋）
- R20★萌網球（日语：R20★#R20★萌えテニス）（吾妻真魚）
- R20★萌大富豪（日语：R20★#R20★萌え大富豪）（北爪七菜）
- 心跳魔女神判2（日语：どきどき魔女神判2）（理澄音音）
- 符文工廠 未知大地（日语：ルーンファクトリー フロンティア）（白艾莉絲）

2009年
- 鍊金術士安妮 ～賽拉島的鍊金術士～（日语：アニーのアトリエ 〜セラ島の錬金術士〜）（莉慈）
- 強襲魔女系列（2009年－2016年，艾莉卡·哈特曼、烏蘇拉·哈特曼）7作品[注 6]
- 鍊金術士莉娜 ～修特萊爾的鍊金術士～（日语：リーナのアトリエ 〜シュトラールの錬金術士〜）（瑪爾雪拉·瓦笙）

2010年
- 初音島I&II Plus Situation Portable（朝倉音夢）
- L@ve once（日语：L@ve once）系列（2010年－2012年，谷口千歳）3作品[注 7]

2011年
- 聖誕之吻EB 收藏集＋（菜菜）

2013年
- 心靈傳奇R（佩麗朵特·漢米爾頓）
- Muv-Luv Alternative Total Eclipse（塔莉莎·瑪南戴爾[21]）

2015年
- Chaos Dragon 混沌戰爭（烏魯魯＝伍格魯克·努卡·奇拉納克）
- Soul Clash（艾露莎）

2016年
- 召喚夜響曲6 消逝的境界（日语：サモンナイト6 失われた境界たち）（米莉莉芙）
- 鎖鏈戰記 ～絆之新大陸～（凱洛[22]、卡洛拉卡[22]）

2017年
- 鎖鏈戰記V ～絆之新大陸～（舒瑞雅）
- 鎖鏈戰記3（2017年－2019年，尋求破壞的少女 奈洛、土塊傀儡師 洛斯卡雅&蓓露達德、威風聖騎士 艾瑞克希、果實魔神 艾尼爾絲、點心點心魔像 修茄）
- 蒼空解放（莉莉薇絲）
- 蠟筆小新 沸騰！關東煮大混亂!!（魚丸的母親、可愛P）

2018年
- 哥德系魔法少女 ～快和我訂下契約！～（蓋亞、雛苺）

2019年
- 初音島4（朝倉音夢）
- 機戰少女Alice（艾莉卡·哈特曼）
- 企業☆女孩（梅西·魯吉）
- 火焰之紋章 風花雪月（雷歐妮＝皮聶利）

2020年
- 問答RPG 魔法使與黑貓維茲（阿佛洛狄忒四世IV／利伯蒂娜[23]）
- 世界魔女聯合前線（艾莉卡·哈特曼[24]、烏蘇拉·哈特曼[25]）
- 死亡愛麗絲（雛莓）
- 武装神姬 ARMORED PRINCESS BATTLE CONDUCTOR（蝶型MMS 修梅塔林格[26]）

2021年
- 火焰之紋章 英雄（雷歐妮[27]）
- Akashic Choronicle ～黎明啟示錄（嫦娥）

2022年
- 御城收藏:RE ～CASTLE DEFENSE～（日语：御城プロジェクト）（艾莉卡·哈特曼[28]）
- 火焰之紋章無雙 風花雪月（雷歐妮＝皮聶利[29]）

2023年
- 發明工坊Legacy／Restore（奈奈·翰柏頓）2作品

### 柏青哥、角子機
2006年
- （野薔薇）
- CR野薔薇物語（野薔薇）

2008年
- 柏青哥傳說的巫女（日语：パチスロ伝説の巫女）（日丸楓）
- CR傳說的巫女（日丸楓）

2010年
- CR舞-HiME（宗像詩帆）
- CR光源氏（若紫）

2011年
- （野薔薇）

### 廣播劇CD
年份不詳
- 超重神GRAVION（莉露）

1999年
- 艾尼克斯精選「最遊記」
  - 1（李厘、泥人）
  - 2（李厘）
- 星海遊俠2 二次進化（米拉裘）

2001年
- 天使的尾巴 廣播劇CD第1卷（鸚鵡之翼）

2002年
- COSPLAY症候群 萌吧，茶子的COSPLAY社（長谷川茶子）
- 重要的歌 戀愛的夢歌姬（里中翡翠）
- World's end（日语：World's end）（露娜·帕特拉庫謝）

2003年
- 發明工坊 再現！（奈奈·翰柏頓）
- 6/17秀逗美眉 歌唱&廣播劇專輯「唱歌♪繪本」（霰玉九里子）
- 初音島 廣播劇CD「春色之夢」（朝倉音夢）
- 熱風海陸 ～熱血咆吼～（寧寧·施華洛夫斯基）
- 甜蜜偶像 1st.project（有栖川唯）
- 放送部（觀鐘唯）
- SAKURA ～雪月華～『序章 黎明篇』（日语：SAKURA 〜雪月華〜）（月島圓）
- SAKURA ～雪月華～ 獨創演劇（月島圓）[注 8]

2004年
- SAKURA ～雪月華～ CD廣播劇系列第一幕『邂逅』（月島圓）
- 甜蜜偶像
  - Radio Project（有栖川唯）
  - 3rd.project（有栖川唯）
  - 廣播劇CD 甜蜜偶像 ～Lovely Idol～（有栖川唯）
- 初音島Drama Theater（朝倉音夢）
  - chapter.1 櫻
  - chapter.2 小鳥
  - chapter.3 音夢

2005年
- 電視動畫『舞-HiME』廣播劇CD 實錄！『裏』風華學園史 第一章（宗像詩帆）
- 初音島Drama Theater（朝倉音夢）
  - chapter.4 賴子
  - chapter.5 美春
  - chapter.6 萌&真子
- SAKURA ～雪月華～ CD廣播劇系列第二、三幕（月島圓）
- S.S.D.S. 愛之時·迷宮 ～愛的心跳～ 廣播劇專輯系列（日语：S.S.D.S. 〜Super Stylish Doctors Story〜）（修學院母音）
- （奈奈·翰柏頓）
- 愛情泡泡糖 廣播劇系列vol.1 - 5（益田西守歌）
- Room Moon 1-3（汐本真）
- 薔薇少女 原聲廣播劇CD ～『偵探』Detektiv～（雛莓）

2006年
- 舞-乙HiME 廣播劇CD 看到瑪莉亞小姐了 加爾迪羅貝秘裏日誌 Vol.1（詩凡·尤伊特）
- 廣播劇CD 少女愛上大姊姊 Season 02－03（高根美智子）
- 初音島 Second Season（朝倉音夢）
  - 外傳廣播劇Vol.2 工藤
  - 外傳廣播劇Vol.3 魔法使足跡
- 水瓶戰記 7週年記念廣播劇CD（玲娜·艾克道斯）
- 廣播劇CD「君吻」Vol.2 兩人的Love Love烏龍麵 ～里仲成美＋菜菜～（菜菜）
- BLUE BLASTER SOUND FIELD PACK（日语：ブルーブラスター）
- 草莓危機系列（奧若蕾）
  - 1. 編 下
  - 2. 編 身測定
  - 3. 編
- 『薔薇少女』原聲廣播劇CD（雛苺）
- 『薔薇少女』角色廣播劇 Vol.1－4（雛苺）

2007年
- LOVELY IDOL DRAMA CD 歌曲是最棒的禮物（榊瑞樹）
- 廣播劇CD 少女愛上大姊姊 Season 04（高根美智子）
- 「君吻」廣播劇CD Second Season Vol.2－3（相原菜菜）
- 水銀燈的今宵也好無聊～喔（日语：水銀燈の今宵もアンニュ〜イ） Vol.3（雛苺）
- 『薔薇少女』原聲廣播劇CD Vol.2 ～聆聽聖誕歌曲～（雛苺）
- 『薔薇少女』角色廣播劇 Vol.5－7（雛苺）
- “聲優”與虛擬約會（野川櫻）
- 告白CD（日语：告白CD）（野野宮真）
- 魔法美少女 ～魔女森林的蘋果狩獵～（魔宮步）

2008年
- 符文工廠 未知大地（日语：ルーンファクトリー フロンティア）（白艾莉絲）
- THOR CODE 廣播劇CD（天吹笙子）
- AYAKASHI（夏原織江）

2009年
- 強襲魔女 秘話CD1－3（艾莉卡·哈特曼、烏蘇拉·哈特曼）
- 雙面騎士 -月亮公主與龍騎士-（日语：シュヴァリエ -月の姫と竜の騎士-） Vol.1・2（賽麗絲汀）
- 心靈傳奇系列（佩麗朵特·漢米爾頓）
  - 「I 四散」
  - 「II 森」
- 巨乳戰隊X 廣播劇CD 01（堰由布子）

2010年
- 強襲魔女2 秘錄CD上、下（艾莉卡·哈特曼）
- 少女愛上大姊姊 後記CD VOL.1 ～去參加畢業旅行吧～（高根美智子）

2013年
- 薔薇少女（雛苺[30]）

2014年
- 強襲魔女 Operation Victory Arrow vol.1 聖特雷登的雷鳴 Amazon.co.jp限定版特典 後日談廣播劇CD「Private·聖特雷登」（艾莉卡·哈特曼、烏蘇拉·哈特曼）

2017年
- 強襲魔女Prequel2 歐拉西亞的幻影（艾莉卡·哈特曼）

2018年
- SILENT WITCHES  豪華特裝版附贈原聲廣播劇CD（烏蘇拉·哈特曼）

### 特攝影集
- Kawaii！JeNny（日语：Kawaii! JeNny）（2007年，珍妮〈聲音〉）

### 外語配音

#### 動畫
- 大力士（英语：Hercules (1998 TV series)）（女學生）

### 旁白
年份不詳
- （節目單元「！」的旁白）

2012年
- ANISONG Plus+（日语：アニソンぷらす）（9月）

### 廣播節目
年份不詳
2001年
- 野川櫻的HAPPY♪PUDDING（AM神戶（日语：ラジオ関西）：4月－9月）
- 野川櫻的棉花糖♪時間（日语：野川さくらのマシュマロ♪たいむ）（AM神戶、文化放送、Lantis網路電台（日语：ランティスネットラジオ）、HiBiKi Radio Station：10月7日－2012年12月31日）

2002年
- 櫻與紗子的更衣電台（大阪放送：4月－6月）
- 野川櫻的夢想☆CANDY（Anista.TV（日语：アニスタ.TV）：6月－2003年12月）
- 我們來幫XXX配音吧（日语：オレたちやってま〜す）（MBS電台：9月－2003年3月，負責週六）

2003年
- World's end（日语：World's end#関連番組）（animate TV（日语：アニメイトタイムズ）：時間不詳）
- （AM神戶、Anista.TV：4月－9月）
- 星期一（K'z Station：5月－2005年3月）
- 下川美娜與野川櫻的今晚也Mikkuri Sakkuri（AM神戶、Anista.TV：10月－12月）
- （Anista.TV：11月－2004年8月）

2004年
- 初音島放送局（日语：D.C. 〜ダ・カーポ〜 初音島放送局）（1月－2005年6月）
- 野川櫻的Rasp berry♪house（Anista.TV：8月－2005年12月）

2005年
- SOUND OF LIFE（TOKYO FM：4月－2006年9月）
- 戲劇性天使（日语：ドラマティック・エンジェル）（大阪放送、東海電台、Anista.TV：10月－2006年9月）
- （關西電台、Anista.TV：10月－2006年3月）
- 初音島放送局Second Season（日语：初音島放送局S.S.）（Lantis網路電台、animate TV：第14回－第29回節目主持人，10月14日－2006年1月27日）
- （文化放送、animate TV：12月－2006年3月）
- Voice Paradise（日语：ボイスパラダイス） vol.2（NHK-FM：節目助理）

2006年
- Voice Paradise vol.3、4（NHK-FM：節目助理）
- 魔法美少女放送局（日语：マジカノ放送局）（4月13日－9月28日）
- 唯與櫻的Tiaradio 番外篇（日语：ゆいとさくらの てぃあらじ 番外編）（6月8日－10月27日）

2007年
- 瀨戶的花嫁 入嫁廣播（日语：瀬戸の花嫁 嫁入りラジオ）（4月6日－9月28日）

2008年
- 未祐與櫻的AYAKASHI R（日语：未祐とさくらのAYAKASHI R）（Medifacradio（日语：メディファクラジオ）、Anista.TV：1月5日－3月15日，全6回）
- THOR CODE RADIO（日语：THOR CODE RADIO）（Anista.TV：9月1日－2009年2月23日）
- 野川櫻 Ciao！Come Sta！（日语：野川さくら Ciao! Come Sta!）（超！A&G+：10月6日－2009年3月23日）

2011年
- 櫻&步美的玫瑰派對（文化放送、超！A&G+：4月4日－9月26日）
- 501st JFW.OA ～第五〇一統合戰鬥航空團公式放送～（音泉、HiBiKi Radio Station：7月－2016年3月）

2017年
- 野川櫻的巧克力♪時間（野川櫻的官方網站、YouTube[注 9]：5月－現在）

### 廣播CD
- 2、4
- 初音島放送局1－4（2003年－2005年）
- 野川櫻的棉花糖♪時間 #1－3（2003年－2005年）
- 薔薇少女 網路廣播 薔薇香味的花園派對 CD特別篇（日语：ローゼンメイデン・ウェブラジオ 薔薇の香りのGarden Party）（2005年9月22日）
- 初音島放送局Second Season Vol.2、3（2006年2月22日）
- The CD ～白百合～（第29回嘉賓，2006年7月5日）
- 強襲魔女 Star Light Stream 2（第34回嘉賓，2011年4月27日）

### 電視節目
※記號表示網路電視。
- Cyber Project TV
- 動畫Paradise！（日语：アニメぱらだいす!）（2001年10月—2007年4月）
- 動畫天國（日语：アニメ天国）（2004年4月—2010年3月，Kids Station）
- （2006年4月—6月，Kids Station）
- 甜蜜偶像TV（2006年9月—2007年1月，animateTV（日语：アニメイトタイムズ））※
- Dream Factory The Debut（日语：Dream Factory (テレビ番組)）（2007年7月—9月）
- 超！動畫天國（日语：超!アニメ天国）（2010年4月—12月，神奈川電視台）
- ANIMON TV（日语：ANIMON）（YouTube）

### 網路節目
年份不詳
- World's end Witch Party☆

2005年
- &乙女TV（第11回－12月9日）

2006年
- 甜蜜偶像TV（animate TV（日语：アニメイトタイムズ）：9月28日－2007年1月11日）
- @Tunes.（日语：@Tunes.）（第20回嘉賓）

2010年
- ANIMON TV（日语：ANIMON）（YouTube）

### 廣告
- （2000年）

### 電影
- 呪戒 JUKAI（日语：呪戒 JUKAI）（2005年，望）

### 非戲院上映
2004年
- if ～如果我是…的話～（日语：Dramagix#if〜もし私が…だったら〜）（野川櫻）
- 溫泉蛋 ～熱氣奇談～

2005年
- if ～如果…和你相見的話～（日语：Dramagix#if〜もしも…で逢えたなら〜）（野川櫻）
- 怪醫美女RAY（春日野零）

2006年
- 純愛咖啡廳 Another Story（花鳥玲愛）

### 影像商品
2004年
- 初音島 Secret Live in 川崎 CLUB CITTA'（5月26日）
- 愛情泡泡糖 DVD第1－4卷映像特典

2005年
- 「舞-HiME」DVD1卷初回特典DVD"風華學園出席簿"（1月28日）
- 舞-乙HiME 1 初回封入特典DVD「加爾迪羅貝出席簿」（時間不詳）

2006年
- Strawberry Panic DVD Special Limited Box II（映像特典：聖合同入式，7月25日）
- 舞-乙HiME 9〈最終卷〉初回封入特典DVD～「加爾迪羅貝出席簿2」Master座談會（9月22日）
- Strawberry Panic DVD Special Limited Box VI（映像特典：聖合同談話室（中原麻衣&野川櫻），11月24日）
- 甜蜜偶像 Prologue DVD
- 甜蜜偶像 ～Lovely Idol～ STAGE

2007年
- 甜蜜偶像TV 先行版
- 甜蜜偶像TV 總集篇
- 甜蜜偶像 FIRST LIVE IN YOKOHAMA BLITZ（7月25日）
- RAMS Live Festival 2007 at Shibuya O-EAST（12月1日）

2010年
- （8月27日）

## 音樂作品

### 單曲
| 枚數 | 發行日期       | 單曲名稱 （日文名稱）                                              | 規格編號     | 規格編號   | 最高排名 |
| 枚數 | 發行日期       | 單曲名稱 （日文名稱）                                              | 初回限定盤   | 通常盤     | 最高排名 |
| ---- | -------------- | ------------------------------------------------------------------ | ------------ | ---------- | -------- |
| 1st  | 2001年8月1日   |                                                                    | －           | LACM-4025  | 圈外     |
| 2nd  | 2001年9月5日   | 別認輸的…回憶（負…片想）                                           | －           | PCCG-00577 | 圈外     |
| ※    | 2001年10月30日 | One Drop                                                           | －           | LACM-4030  | 圈外     |
| 3rd  | 2002年1月26日  | 心之方塊（）                                                       | －           | LACM-4044  | 圈外     |
| ※    | 2002年2月28日  | thunder of PP                                                      | －           | LACM-4046  | 圈外     |
| ※    | 2002年3月20日  | 今日、笑顔                                                         | －           | PCCG-00589 | 圈外     |
| ※    | 2002年3月27日  | 天使的料理（天使）                                                 | －           | LACM-4049  | 圈外     |
| 4th  | 2002年8月7日   | 落星之丘                                                           | －           | LACM-4067  | 圈外     |
| 5th  | 2003年7月24日  | SAKURA MAGIC -轉化成幸福吧-（SAKURA --）                           | －           | LACM-4100  | 第78名   |
| 6th  | 2004年10月27日 | 君色棧板（君色）                                                   | －           | LACM-4160  | 第59名   |
| ※    | 2004年11月5日  | Do your dream                                                      | －           | KWCA-2     | 圈外     |
| 7th  | 2004年12月1日  | Joyeux Noel -聖夜中的禮物-（Joyeux Noel -聖夜贈-）                 | －           | LACM-4169  | 第124名  |
| 8th  | 2006年1月25日  | 更～多！（！）                                                     | －           | LACM-4242  | 第54名   |
| 9th  | 2006年10月4日  | Dual Love on the planet -葉之香-（Dual Love on the planet -葉香-） | －           | LACM-4290  | 第60名   |
| ※    | 2006年11月1日  | 我，開始談戀愛了！/LoveLoveLove的原因了！（！/LoveLoveLove！）     | －           | AVCA-26011 | 第58名   |
| 10th | 2008年10月22日 | Eternal Memory                                                     | －           | RATC-0010  | 圈外     |
| 11th | 2009年5月27日  | Party Play                                                         | VGCD-50007   | VGCD-1033  | 第71名   |
| 12th | 2009年8月5日   | 塞塵的潘朵拉（塞塵）                                               | -            | VGCD-1042  | 第113名  |
| ※    | 2009年8月10日  | 人 ～～                                                            | -            | RASN-0001  | －       |
| 13th | 2010年1月29日  | Last Stop                                                          | -            | RAAH-0002  | 圈外     |
| 14th | 2010年7月28日  | heavenly days                                                      | AVCA-29815/B | AVCA-29816 | 第116名  |
| 15th | 2011年4月20日  |                                                                    | －           | AVCA-29920 | 第146名  |
| 16th | 2013年7月31日  | TWINKLE☆CHERRY PINK                                                | －           | TSCM-0015  | 圈外     |

### 和聲單曲
| 枚數 | 發行日期       | 單曲名稱（日文名稱） | 規格編號   | 名義             | 最高排名 |
| ---- | -------------- | -------------------- | ---------- | ---------------- | -------- |
| 1st  | 2007年11月14日 | High Energy（ハイ·エナジー）      | AVCA-26561 | 野川櫻、桃井晴子 | 第68名   |

### 專輯
| 枚數   | 發行日期       | 專輯名稱（日文名稱）                                 | 規格編號     | 規格編號   | 最高排名 |
| 枚數   | 發行日期       | 專輯名稱（日文名稱）                                 | 初回限定盤   | 通常盤     | 最高排名 |
| ------ | -------------- | ---------------------------------------------------- | ------------ | ---------- | -------- |
| 1st    | 2003年2月5日   | SAITA                                                | -            | LACA-5150  | 第76名   |
| 2nd    | 2004年3月1日   | U·La·Ra                                              | -            | LACA-5255  | 第138名  |
| 3rd    | 2005年3月24日  | PoTeChi                                              | -            | LACA-5360  | 第74名   |
| 企劃盤 | 2005年8月3日   | Cherries                                             | -            | LACA-5415  | 第84名   |
| 4th    | 2006年4月12日  |                                                      | -            | LACA-5507  | 第83名   |
| 5th    | 2007年8月1日   | 風色戀譜（）                                         | -            | LACA-5651  | 第60名   |
| 精選   | 2008年12月24日 | 野川櫻 SUPER BEST ～櫻之歌～（野川 SUPER BEST ～～） | AVCA-29017/B | AVCA-29018 | 第124名  |
| 6th    | 2010年8月25日  | HAPPY HARMONICS                                      | AVCA-29819   | AVCA-29820 | 第120名  |
| 翻唱   | 2010年12月8日  | WINTER SONG COVER BEST                               | -            | AVCA-29861 | 第221名  |
| ※      | 2011年4月15日  | Pure's Ⅰ～Live Recording at LIQUIDROOM～             | -            | FTMC-0010  |          |

### 影片

#### PV集
| 枚數 | 發行日期      | 標題名稱                                  | 規格編號  |
| ---- | ------------- | ----------------------------------------- | --------- |
| 1st  | 2003年9月26日 | SAKURA CLIPS ～野川櫻 VISUAL COLLECTION～ | BCBE-1720 |

#### LIVE影片
| 枚數 | 發行日期      | 標題名稱                                                            | 規格編號   | 規格編號 |
| 枚數 | 發行日期      | 標題名稱                                                            | DVD        | BD       |
| ---- | ------------- | ------------------------------------------------------------------- | ---------- | -------- |
| 1st  | 2004年8月27日 | 野川櫻 2nd Live ～♪TOUR 2004 春·U·La·Ra                             | BCBE-1965  | -        |
| 2nd  | 2005年4月23日 | 野川櫻 COUNT DOWN LIVE紀錄片DVD&海報書                              |            | -        |
| 3rd  | 2006年5月26日 | 野川櫻 LIVE COLLECTION Vol.1 COUNT DOWN LIVE ～♪New Year 2004－2005 | ASBY-3415  | -        |
| 4th  | 2006年6月23日 | 野川櫻 LIVE COLLECTION Vol.2 ～♪LIVE 2005 PoTeChi                   | ASBY-3416  | -        |
| 5th  | 2006年9月22日 | 野川櫻 LIVE COLLECTION Vol.3 Sakura Nogawa Live Tour 2006           |            | -        |
| 6th  | 2007年12月5日 | 野川櫻 ～♪TOUR 2007 LOVE NOTE                                       | AVBA-26580 | -        |
| 7th  | 2007年12月5日 | 野川櫻 Birthday Special Live ～SAKURA Selection～                   | AVBA-26581 | -        |
| 8th  | 2009年9月30日 | NOGAWA SAKURA NYAHHOO♪TOUR 2009 ～櫻之歌～                          | RADN-0001  | -        |
| 9th  | 2011年3月1日  | 野川櫻 ～♪TOUR 2010 ～HAPPY HARMONICS～                             | FTMD-0001  | -        |

### 歌手參加樂曲
| 發行日期 | 商品名稱                                            | 主唱   | 樂曲                                                              | 商業搭配                                    |
| 2002年   | 2002年                                              | 2002年 | 2002年                                                            | 2002年                                      |
| -------- | --------------------------------------------------- | ------ | ----------------------------------------------------------------- | ------------------------------------------- |
| 5月22日  | 音樂祭                                              | 野川櫻 | 「天使（Original Ver.）」 「時翼（Original Ver.）」               |                                             |
| 8月21日  | 發明工坊 廣播劇CD                                   | 野川櫻 | 「UP TO ME!!」                                                    | 遊戲《發明工坊》主題歌曲                    |
| 9月25日  | OVA《電玩少女櫻吹雪》Original Soundtrack            | 野川櫻 | 「thunder of PP（OVA ver.）」 「」 「Flowers ～心～（OVA ver.）」 |                                             |
| 2003年   |                                                     |        |                                                                   |                                             |
| 4月23日  | 發明工坊 Soudtrack                                  | 野川櫻 | 「UP TO ME!!（Game Edit）」                                       | 遊戲《發明工坊》主題歌曲                    |
| 2005年   |                                                     |        |                                                                   |                                             |
| 8月3日   | 原聲CD廣播劇 Room Moon 1                            | 野川櫻 | 「虹」                                                            | 廣播劇CD《Room Moon》片頭主題曲             |
| 8月10日  | Room Moon Original Soundtrack                       | 野川櫻 | 「虹」                                                            | 廣播劇CD《Room Moon》片頭主題曲             |
| 2006年   |                                                     |        |                                                                   |                                             |
| 3月17日  | PC遊戲「發明工坊 心跳冒險 EfectivE」OMNI SHOP特典CD | 野川櫻 | 「Ancient View」                                                  | 遊戲《發明工坊 心跳冒險 EfectiveE》主題歌曲 |
| 2010年   |                                                     |        |                                                                   |                                             |
| 12月29日 | FOXTROT SPECIAL BEST                                | 野川櫻 | 「Sunnydays」                                                     | 電視動畫《暖爐貓》片尾主題曲                |
| 12月29日 | FOXTROT SPECIAL BEST                                | 野川櫻 | 「咲人 ～～」 「Pray For Happiness」                              |                                             |

### 角色歌曲
| 發行日期 | 商品名稱                                                                       | 名義 | 曲名 | 備註                                                                 |
| 2001年   | 2001年                                                                         | 2001年 | 2001年 | 2001年                                                               |
| -------- | ------------------------------------------------------------------------------ | --- | --- | -------------------------------------------------------------------- |
| 9月29日  | 天使的郊遊                                                                     | P.E.T.S. | 「天使」 | 電視動畫《天使的尾巴》相關歌曲                                       |
| 10月16日 | 竹箒                                                                           | 鬼塚美雪（野川櫻） | 「竹箒」 「世界悲」 | 電視動畫《武俠派女高校生》相關歌曲                                   |
| 10月30日 | 天使的尾巴/One Drop                                                            | P.E.T.S. | 「天使」 | 電視動畫《天使的尾巴》片頭主題曲                                     |
| 11月29日 | 天使之夢·請滿足我吧                                                            | 守護天使 中學生三人組 | 「天使夢·」 | 電視動畫《天使的尾巴》相關歌曲                                       |
| 12月29日 | 天使的尾巴 角色歌曲&原聲帶 天使的歌聲 vol.1                                    | 鸚鵡之翼（野川櫻） | 「Tears ～大人～」 | 電視動畫《天使的尾巴》相關歌曲                                       |
| 2002年   |                                                                                | | |                                                                      |
| 5月22日  | 萌音頭                                                                         | 長谷川茶子（野川櫻）、戴爾摩（釘宮理惠）、今井瑪莉亞（千葉紗子）、今井雅典娜（清水愛）、珍妮·美泰兒（渡邊明乃）、青島麗華（高橋智秋） | 「萌」 | OVA《COSPLAY症候群》片頭主題曲                                       |
| 5月22日  | 萌音頭                                                                         | 長谷川茶子（野川櫻）、戴爾摩（釘宮理惠）、今井瑪莉亞（千葉紗子）、今井雅典娜（清水愛）、珍妮·美泰兒（渡邊明乃）、青島麗華（高橋智秋） | 「音頭」 | OVA《COSPLAY症候群》片頭主題曲                                       |
| 9月25日  | COMPLEX ORIGINAL SOUND TRACK COMPLEX                                           | 長谷川茶子（野川櫻）、戴爾摩（釘宮理惠）、今井瑪莉亞（千葉紗子）、今井雅典娜（清水愛）、珍妮·美泰兒（渡邊明乃）、青島麗華（高橋智秋） | 「萌（違ver.）」 「音頭（違ver.）」 | OVA《COSPLAY症候群》相關歌曲                                         |
| 9月25日  | 笑園漫畫大王 角色CD Vol.8 香香                                                 | 香香（野川櫻） | 「風Mon-Ami」 「TeaRose眠」 | 電視動畫《笑園漫畫大王》相關歌曲                                     |
| 10月2日  | TV ANIMATION『迷糊天使』形象專輯『行』                                         | 御手洗薰（野川櫻） | 「！」 | 電視動畫《迷糊天使》相關歌曲                                         |
| 11月20日 | 捍衛者 BEST                                                                    | 太刀川里香（野川櫻） | 「笑顔」 | OVA《捍衛者21》相關歌曲                                              |
| 2003年   |                                                                                | | |                                                                      |
| 3月5日   | 6/17秀逗美眉 Vocal & Drama Album「♪」                                          | 霰玉九里子（野川櫻） | 「☆」 | 電視動畫《6/17秀逗美眉》相關歌曲                                     |
| 6月6日   | Never Ending Fantasia                                                          | 露娜·帕特拉庫謝（野川櫻） | 「」 | 廣播劇CD《World's end》相關歌曲                                      |
| 6月6日   | Never Ending Fantasia                                                          | 露娜·帕特拉庫謝（野川櫻）、卡麥茵·羅德奈特（千葉紗子）、妮羅·蓓爾緹諾（清水愛）、賽蓮絲·亞克艾連斯（折笠富美子） | 「魔法風景」 | 廣播劇CD《World's end》相關歌曲                                      |
| 8月15日  | 甜蜜偶像 debut maxi single『My Little Wing』                                   | 有栖川唯（野川櫻） | 「光射彼方空」 | 讀者參加企劃《甜蜜偶像 ～Lovely Idol～》相關歌曲                     |
| 8月15日  | 社歌'03                                                                        | 公主瑪莉（野川櫻）&玲娜（新谷良子） | 「SWEET!!」 | 電視節目《公主的時間》主題歌曲                                       |
| 8月27日  | 初音島 角色歌曲Vol.1 朝倉音夢×鷺澤賴子                                         | 朝倉音夢（野川櫻） | 「心配?」 | 電視動畫《初音島》相關歌曲                                           |
| 11月6日  | SAKURA ～雪月華～ 劇中歌全集                                                   | 月島圓（野川櫻） | 「「好」 | 遊戲《SAKURA ～雪月華～》月島圓片尾曲                                |
| 2004年   |                                                                                | | |                                                                      |
| 1月23日  | 甜蜜偶像 Radio Project                                                         | 有栖川唯（野川櫻） | 「光射彼方空 ～Radio ver.～」 | 讀者參加企畫《甜蜜偶像 ～Lovely Idol～》相關歌曲                     |
| 2月25日  | 初音島玉2                                                                      | 朝倉音夢（野川櫻）、天枷美春（神田朱未）、白河小鳥（堀江由衣）、芳乃櫻（田村由香里）、水越真子（松岡由貴）、水越萌（伊月唯） | 「風見園校歌」 | 電視動畫《初音島》相關歌曲                                           |
| 2月25日  | 初音島玉2                                                                      | 朝倉音夢（野川櫻） | 「初音島 ～第2顆鈕釦的誓言～ -Candy morning Ver.-」 | 電視動畫《初音島》相關歌曲                                           |
| 4月7日   | 初音島Plus Situation 角色形象歌曲1                                             | 朝倉音夢（野川櫻）、芳乃櫻（田村由香里） | 「色笑」 | 遊戲《初音島Plus Situation》相關歌曲                                 |
| 4月7日   | 初音島Plus Situation 角色形象歌曲1                                             | 朝倉音夢（野川櫻）、天枷美春（神田朱未） | 「Shiny day」 | 遊戲《初音島Plus Situation》相關歌曲                                 |
| 4月21日  | 初音島玉3                                                                      | 朝倉音夢（野川櫻） | 「幸（Short Version）」 | 電視動畫《初音島》相關歌曲                                           |
| 4月21日  | 見羽天使2wins Vocal PLUS                                                       | 真田純菜（野川櫻） | 「」 | 遊戲《見羽天使2wins》相關歌曲                                        |
| 7月7日   | 初音島Plus Situation 角色形象歌曲2                                             | 朝倉音夢（野川櫻） | 「幸」 | 遊戲《初音島Plus Situation》相關歌曲                                 |
| 7月22日  | 幸福革命                                                                       | 甜蜜偶像 | 「革命」 | 遊戲《甜蜜偶像 ～Lovely Idol～》片頭主題曲                           |
| 7月22日  | 幸福革命                                                                       | 甜蜜偶像 | 「矢印上向」 | 遊戲《甜蜜偶像 ～Lovely Idol～》片尾主題曲                           |
| 7月24日  | 熱風海陸 登場人物歌唱集 其之壹 熱源                                            | 榎本溫子、野川櫻、門脇舞、新谷良子 | 「乙女」 | 媒體組合作品《熱風海陸》相關歌曲                                     |
| 9月1日   | 初音島 Vocal Selection Vol.1 Ribbons&Candies                                   | 朝倉音夢（野川櫻） | 「Lip to Love」 「☆」 「心配？」 「星降」 「幸」 「初音島 ～第2顆鈕釦的誓言～ -Candy morning Ver.-」                                                                                | 電視動畫《初音島》相關歌曲                                           |
| 11月26日 | 電視動畫『愛情泡泡糖』主唱專輯 Love,Fate,Love                                  | 益田西守歌（野川櫻） | 「100% Smile Juice」 | 電視動畫《愛情泡泡糖》相關歌曲                                       |
| 2005年   |                                                                                | | |                                                                      |
| 2月23日  | 舞-HiME 角色主唱專輯『初戀方程式～ 第1樂章』                                   | 宗像詩帆（野川櫻） | 「☆」 | 電視動畫《舞-HiME》相關歌曲                                          |
| 2月25日  |                                                                                | ○○○（野川櫻）、（德永愛） | 「」 | 電視動畫《超完美女傭》主題歌曲                                       |
| 4月22日  | 大家喜歡萌趣趣                                                                 | 櫻巧梅吉、萌趣趣君（真田麻美）、小萌趣趣（野川櫻） | 「」 | 電視動畫《萌趣趣》相關歌曲                                           |
| 5月25日  | 『甜蜜偶像 ～Lovely Idol～』Vocal&Soundtrack 甜蜜偶像Show 第一幕               | 有栖川唯（野川櫻） | 「Pure☆♪Faily ～～」 | 遊戲《甜蜜偶像 ～Lovely Idol～》有栖川唯結局主題曲                   |
| 5月25日  | 『甜蜜偶像 ～Lovely Idol～』Vocal&Soundtrack 甜蜜偶像Show 第一幕               | Innocent６Naughty Guardians | 「妻」 | 遊戲《甜蜜偶像 ～Lovely Idol～》Innocent6Naughty Guardians片尾主題曲 |
| 7月6日   | Super Stylish Doctors Story「愛之時·迷宮 ～愛的心跳～ 3」                      | 修學院母音（野川櫻）、修學院真音（新谷良子） | 「刹那英雄」 | 廣播劇CD《S.S.D.S. 愛之時·迷宮 ～愛的心跳～ 廣播劇專輯系列》相關歌曲 |
| 7月21日  | PS2『巧克力 ～maid cafe "curio"～』original vocal album 未來二人               | 真名井美里（野川櫻） | 「」 | PS2遊戲《純愛咖啡廳》插入歌曲                                        |
| 8月11日  | 特製歌曲&原聲CD「很有趣的錄音哦♪」                                             | 奈奈·翰柏頓（野川櫻） | 「」 | 遊戲《發明工坊》相關歌曲                                             |
| 10月26日 | 初音島 Second Season 主唱專輯Vol.1                                             | 朝倉音夢（野川櫻）、艾西亞（宮崎羽衣） | 「」 | 電視動畫《初音島 Second Season》相關歌曲                             |
| 10月26日 | 初音島 Second Season 主唱專輯Vol.1                                             | 朝倉音夢（野川櫻） | 「Dear your mind」 | 電視動畫《初音島 Second Season》插入歌曲                             |
| 11月25日 | 小小備長炭 角色CD Vol.1 備長炭&柞炭                                            | 柞炭（野川櫻） | 「空」 | 電視動畫《小小備長炭》相關歌曲                                       |
| 11月25日 | 秋之回憶 #5 中斷的影片 PREMIUM COLLECTION 1 ASUKA                              | 日名明日香（野川櫻） | 「☆」 | 遊戲《秋之回憶 #5 中斷的影片》日名明日香片尾主題曲                   |
| 2006年   |                                                                                | | |                                                                      |
| 2月8日   | 初音島 Four Seasons 主唱專輯                                                   | 朝倉音夢（野川櫻） | 「Special Day ～太陽神～」 | 遊戲《初音島 Four Seasons》夏季篇形象歌曲                            |
| 4月7日   | CD!! Season 3                                                                  | & | 「紙旅（Live）」 |                                                                      |
| 5月10日  | 初音島 Second Season 主唱專輯Vol.2                                             | 朝倉音夢（野川櫻）、白河小鳥（堀江由衣） | 「愛知季節」 | 電視動畫《初音島 Second Season》相關歌曲                             |
| 8月30日  | RAY THE ANIMATION SOUND TRACK Vol.2                                            | 春日野零（野川櫻） | 「KAKERA」 | 《怪醫美女RAY THE ANIMATION》相關歌曲                                |
| 11月1日  | ！/LoveLoveLove！                                                              | 甜蜜偶像 | 「LoveLoveLove！」 | 電視動畫《甜蜜偶像 ～Lovely Idol～》片尾主題曲                       |
| 11月8日  | 果空                                                                           | 榊瑞樹（野川櫻） | 「果空」 「LoveLoveLove！（瑞樹獨唱版）」 | 電視動畫《甜蜜偶像 ～Lovely Idol～》相關歌曲                         |
| 12月27日 | 甜蜜偶像 LOVELY IDOL SPECIAL CD 1                                              | 甜蜜偶像 | 「GO↑GO↑☆PARTY」 | 電視動畫《甜蜜偶像 ～Lovely Idol～》插入歌曲                         |
| 12月28日 | HAPPY CLOVER                                                                   | 甜蜜偶像 | 「HAPPY CLOVER」 | 電視動畫《甜蜜偶像 ～Lovely Idol～》插入歌曲                         |
| 2007年   |                                                                                | | |                                                                      |
| 1月31日  | 甜蜜偶像 ～Lovely Idol～ LOVELY IDOL SPECIAL CD 2                              | 榊瑞樹（野川櫻） | 「果空 AG Ver」 | 電視動畫《甜蜜偶像 ～Lovely Idol～》插入歌曲                         |
| 1月31日  | 甜蜜偶像 LOVELY IDOL SPECIAL CD 3                                              | 甜蜜偶像 | 「LoveLoveLove！（動畫Live版）」 | 電視動畫《甜蜜偶像 ～Lovely Idol～》插入歌曲                         |
| 2月28日  | 甜蜜偶像 LOVELY IDOL SPECIAL CD 4                                              | 甜蜜偶像 | 「GO↑GO↑☆PARTY（動畫Live版）」 「HAPPY CLOVER（動畫Live版）」 | 電視動畫《甜蜜偶像 ～Lovely Idol～》插入歌曲                         |
| 2月28日  | 甜蜜偶像 LOVELY IDOL SPECIAL CD 5                                              | 榊瑞樹（野川櫻） | 「翼」 | 電視動畫《甜蜜偶像 ～Lovely Idol～》相關歌曲                         |
| 3月14日  | 甜蜜偶像 VARIETY CD 1「 ～!!」瑞樹 篇                                          | 榊瑞樹（野川櫻） | 「LoveLoveLove！（瑞樹獨唱版）」 「果空（原聲版）」 | 電視動畫《甜蜜偶像 ～Lovely Idol～》相關歌曲                         |
| 3月28日  | 洛克人EXE系列 主唱專輯                                                         | AKI（野川櫻） | 「私」 | 電視動畫《洛克人EXE》插入歌曲                                        |
| 4月25日  | Romantic summer                                                                | SUN&LUNAR | 「Romantic summer」 | 電視動畫《瀨戶的花嫁》前期片頭主題曲                                 |
| 5月23日  | 瀨戶的花嫁 Live歌曲 LUNAR「Lunarian」                                          | 江戶前留奈（野川櫻） | 「Lunarian」 | 電視動畫《瀨戶的花嫁》插入歌曲                                       |
| 6月27日  | 瀨戶的花嫁 角色歌曲2 Wishing！                                                 | 江戶前留奈（野川櫻） | 「Wishing！」 「夏」 | 電視動畫《瀨戶的花嫁》相關歌曲                                       |
| 8月22日  | Dan Dan Dan                                                                    | SUN&LUNAR | 「Dan Dan Dan」 | 電視動畫《瀨戶的花嫁》後期オ片頭主題曲                               |
| 8月22日  | Dan Dan Dan                                                                    | SUN&LUNAR | 「your gravitation SUN&LUNAR version」 | 電視動畫《瀨戶的花嫁》相關歌曲                                       |
| 10月3日  |                                                                                | 江戶前留奈（野川櫻） | 「Wishing！（Re-mix version）」 | 電視動畫《瀨戶的花嫁》相關歌曲                                       |
| 12月19日 | 瀨戶的花嫁 迷你專輯 MOONLIGHT                                                  | 江戶前留奈（野川櫻） | 「Romantic summer LUNAR ver.」 「夏」 「Lunarian」 「your gravitation LUNAR ver.」 「ULTRA☆LOVE」 「Wishing！」 「祭詩 -NON STOP!!!- LUNAR ver.」 「詩」 「Dan Dan Dan LUNAR ver.」 | 電視動畫《瀨戶的花嫁》相關歌曲                                       |
| 2008年   |                                                                                | | |                                                                      |
| 2月8日   | TV ANIMATION「AYAKASHI」Characters Vol.2 牧原和泉（cv.野川櫻）                 | 牧原和泉（野川櫻） | 「…。」 | 電視動畫《AYAKASHI》相關歌曲                                         |
| 2月27日  | 瀨戶的花嫁 歌謠全集 人魚篇                                                     | SUN&LUNAR | 「Romantic summer -Album ver.-」 「Dan Dan Dan -Album ver.-」 「What a wonder！」                                                                                                   | 電視動畫《瀨戶的花嫁》相關歌曲                                       |
| 2月27日  | 瀨戶的花嫁 歌謠全集 仁俠篇                                                     | SUN&LUNAR | 「祭詩 -NON STOP!!!-」 | 電視動畫《瀨戶的花嫁》相關歌曲                                       |
| 4月23日  | 君吻 pure rouge 角色歌曲專輯                                                   | 相原菜菜（野川櫻） | 「」 | 電視動畫《君吻 pure rouge》相關歌曲                                  |
| 5月23日  | 君吻 pure rouge DVD第6巻初回封入特典特製角色CD「相原菜菜篇」                   | 相原菜菜（野川櫻） | 「青空loop（相原菜ver.）」 | 電視動畫《君吻 pure rouge》相關歌曲                                  |
| 6月25日  | 企鵝美眉 戀愛自由少女♀                                                         | PNGN6 | 「愛自由少女♀」 | 網路動畫《企鵝美眉》片頭主題曲                                       |
| 10月8日  | 強襲魔女 片尾主題曲完全精選                                                    | 佩琳·克洛斯特曼（澤城美雪）、艾莉卡·哈特曼（野川櫻） | 「 Type-6」 | 電視動畫《強襲魔女》片尾主題曲                                       |
| 10月8日  | 強襲魔女 片尾主題曲完全精選                                                    | 宮藤芳佳（福圓美里）、坂本美緒（千葉紗子）、佩琳·克洛斯特曼（澤城美雪）、明娜·迪特琳德·威爾克（田中理惠）、歌爾特露特·巴克霍隆（園崎未惠）、艾莉卡·哈特曼（野川櫻）、佛蘭切斯卡·魯基尼（齋藤千和）、夏洛特·E·葉格（小清水亞美）、桑妮亞·V·利特維亞克（門脇舞以）、艾拉·伊爾瑪塔·尤蒂萊南（仲井繪里香）                                | 「 Type-11」 | 電視動畫《強襲魔女》片尾主題曲                                       |
| 10月29日 | 絕對少女                                                                       | SUN&LUNAR | 「乙女」 | OVA《瀨戶的花嫁 仁》片頭主題曲                                       |
| 10月29日 | 絕對少女                                                                       | 江戶前留奈（野川櫻） | 「乙女」 | OVA《瀨戶的花嫁 仁》相關歌曲                                         |
| 12月24日 | 天使爛漫 Love Power                                                            | 瀨戶花Angel's | 「天使爛漫 Love Power」 | OVA《瀨戶的花嫁 義》片頭主題曲                                       |
| 12月24日 | 天使爛漫 Love Power                                                            | SUN&LUNAR | 「天使爛漫 Love Power ver.SUN&LUNAR」 | OVA《瀨戶的花嫁 義》相關歌曲                                         |
| 2009年   |                                                                                | | |                                                                      |
| 1月30日  | 梯 -KAKEHASHI-                                                                 | SUN&LUNAR | 「梯 --」 | OVA《瀨戶的花嫁 義》片尾主題曲                                       |
| 1月30日  | 梯 -KAKEHASHI-                                                                 | 江戶前留奈（野川櫻） | 「梯 --」 | OVA《瀨戶的花嫁 義》相關歌曲                                         |
| 3月4日   | 瀨戶的花嫁 OVA 迷你專輯『仁義』                                                | 瀨戶花Angel's | 「Romantic summer 2009」 |                                                                      |
| 4月1日   | 強襲魔女 隱密歌曲精選 3 明娜·迪特琳德·威爾克&艾莉卡·哈特曼&歌爾特露特·巴克霍隆 | 艾莉卡·哈特曼（野川櫻） | 「2 hundred over」 「」 | 電視動畫《強襲魔女》相關歌曲                                         |
| 4月1日   | 強襲魔女 隱密歌曲精選 3 明娜·迪特琳德·威爾克&艾莉卡·哈特曼&歌爾特露特·巴克霍隆 | 艾莉卡·哈特曼（野川櫻）、歌爾特露特·巴克霍隆（園崎未惠）、明娜·迪特琳德·威爾克（田中理惠） | 「」 「勝利！」 | 電視動畫《強襲魔女》相關歌曲                                         |
| 4月1日   | 強襲魔女 隱密歌曲精選 3 明娜·迪特琳德·威爾克&艾莉卡·哈特曼&歌爾特露特·巴克霍隆 | 艾莉卡·哈特曼（野川櫻）、歌爾特露特·巴克霍隆（園崎未惠）、明娜·迪特琳德·威爾克（田中理惠） | 「勝利せよ！」 | 電視動畫《強襲魔女》相關歌曲                                         |
| 11月20日 | 武裝神姫 BATTLE RONDO Original Soundtrack                                      | 蝶型MMS 修梅塔林格（野川櫻） | 「」 | 線上遊戲《武裝神姬 BATTLE RONDO》相關歌曲                            |
| 2010年   |                                                                                | | |                                                                      |
| 10月20日 | Over Sky                                                                       | 艾莉卡·哈特曼（野川櫻）、歌爾特露特·巴克霍隆（園崎未惠）、明娜·迪特琳德·威爾克（田中理惠） | 「Over Sky Type-7」 | 電視動畫《強襲魔女2》片尾主題曲                                      |
| 10月20日 | Over Sky                                                                       | 艾莉卡·哈特曼（野川櫻）、漢娜·尤絲緹娜·馬爾塞尤（伊藤靜） | 「Over Sky Type-10」 | 電視動畫《強襲魔女2》片尾主題曲                                      |
| 10月20日 | Over Sky                                                                       | 宮藤芳佳（福圓美里）、坂本美緒（世戶沙織）、莉涅特·畢曉普（名塚佳織）、佩琳·克洛斯特曼（澤城美雪）、明娜·迪特琳德·威爾克（田中理惠）、歌爾特露特·巴克霍隆（園崎未惠）、艾莉卡·哈特曼（野川櫻）、佛蘭切斯卡·魯基尼（齋藤千和）、夏洛特·E·葉格（小清水亞美）、桑妮亞·V·利特維亞克（門脇舞以）、艾拉·伊爾瑪塔·尤蒂萊南（大橋步夕）</ref> | 「Over Sky Type-12」 「2 」 | 電視動畫《強襲魔女2》片尾主題曲                                      |
| 12月22日 | 強襲魔女2 角色歌曲精選                                                         | 艾莉卡·哈特曼（野川櫻） | 「？」 | 電視動畫《強襲魔女2》相關歌曲                                        |
| 2012年   |                                                                                | | |                                                                      |
| 3月21日  | 強襲魔女 劇場版 原聲帶                                                         | 石田燿子&第501統合戰鬥航空團with服部靜夏（內田彩） | 約束空 ～私場所～」 | 電影動畫《劇場版 強襲魔女》主題歌曲                                  |
| 4月18日  | 強襲魔女 劇場版 主題歌COLLECTION                                               | 艾莉卡·哈特曼（野川櫻） | 「約束空 ～私場所～ Type-」 | 電影動畫《強襲魔女 劇場版》相關歌曲                                  |
| 2013年   |                                                                                | | |                                                                      |
| 10月2日  | 強襲魔女 劇場版 隱密歌曲精選3                                                  | 艾莉卡·哈特曼（野川櫻）、歌爾特露特·巴克霍隆（園崎未惠）、明娜·迪特琳德·威爾克（田中理惠） | 「完全燃☆！！」 「？」 「約束空 ～私場所～」 | 電影動畫《強襲魔女 劇場版》相關歌曲                                  |
| 10月2日  | 強襲魔女 劇場版 隱密歌曲精選3                                                  | 艾莉卡·哈特曼（野川櫻） | 「YAH！」 | 電影動畫《強襲魔女 劇場版》相關歌曲                                  |
| 2015年   |                                                                                | | |                                                                      |
| 1月28日  | 「強襲魔女 Operation Victory Arrow vol.1 聖特雷登的雷鳴」隱密歌曲精選          | 艾莉卡·哈特曼（野川櫻）、歌爾特露特·巴克霍隆（園崎未惠）、明娜·迪特琳德·威爾克（田中理惠） | 「Fly away」 | OVA《強襲魔女 Operation Victory Arrow vol.1》片尾主題曲              |
| 1月28日  | 「強襲魔女 Operation Victory Arrow vol.1 聖特雷登的雷鳴」隱密歌曲精選          | 艾莉卡·哈特曼（野川櫻）、歌爾特露特·巴克霍隆（園崎未惠）、明娜·迪特琳德·威爾克（田中理惠） | 「強速」 | OVA《強襲魔女 Operation Victory Arrow vol.1》相關歌曲                |
| 1月28日  | 「強襲魔女 Operation Victory Arrow vol.1 聖特雷登的雷鳴」隱密歌曲精選          | 艾莉卡·哈特曼（野川櫻） | 「EMT」 | OVA《強襲魔女 Operation Victory Arrow vol.1》相關歌曲                |
| 2018年   |                                                                                | | |                                                                      |
| 12月5日  | 世界魔女系列10週年紀念 隱密歌曲精選輯特別版 Vol.2 卡爾斯蘭篇                   | 艾莉卡·哈特曼（野川櫻） | 「Wish Crystal」 | 《世界魔女》相關歌曲                                                 |
| 12月5日  | 世界魔女系列10週年紀念 隱密歌曲精選輯特別版 Vol.2 卡爾斯蘭篇                   | 艾莉卡·哈特曼（野川櫻） with 歌爾特露特·巴克霍隆（園崎未惠） | 「Fly up so high」 | 《世界魔女》相關歌曲                                                 |
| 12月5日  | 世界魔女系列10週年紀念 隱密歌曲精選輯特別版 Vol.2 卡爾斯蘭篇                   | 歌爾特露特·巴克霍隆（園崎未惠） with 艾莉卡·哈特曼（野川櫻）、 | 「Fly up so high」 | 《世界魔女》相關歌曲                                                 |
| 2019年   |                                                                                | | |                                                                      |
| 6月26日  | 電視動畫「強襲魔女 501 部隊出動！」片尾主題曲精選輯                            | 艾莉卡·哈特曼（野川櫻） | 「Treasure of life #2」 | 電視動畫《強襲魔女 501 部隊出動！》片尾主題曲                        |
| 6月26日  | 電視動畫「強襲魔女 501 部隊出動！」片尾主題曲精選輯                            | 第501統合戰鬥航空團 | 「Treasure of life #12」 | 電視動畫《強襲魔女 501 部隊出動！》片尾主題曲                        |
| 10月2日  | 強襲魔女 501 部隊出動！ 音樂精選輯                                             | 第501統合戰鬥航空團、服部靜夏（內田彩） | 「Treasure of life」 | 電影動畫《強襲魔女 劇場版 501 部隊出動！》片尾主題曲                 |
| 10月2日  | 強襲魔女 501 部隊出動！ 音樂精選輯                                             | 第501統合戰鬥航空團 | 「Going up」 「Fly up so high」 | 電影動畫《強襲魔女 劇場版 501 部隊出動！》相關歌曲                   |

### 其它參加樂曲
| 發行日期 | 商品名稱               | 主唱                                                                                                | 樂曲                                           | 商業搭配                                                      |
| 2003年   | 2003年                 | 2003年                                                                                              | 2003年                                         | 2003年                                                        |
| -------- | ---------------------- | --------------------------------------------------------------------------------------------------- | ---------------------------------------------- | ------------------------------------------------------------- |
| 5月27日  | Voices                 | 野川櫻、名塚佳織、釘宮理惠、新谷良子、福井裕佳梨、德永愛                                            | 「Voices」 「Voices G-BULL style [virginity]」 |                                                               |
| 12月3日  | 野川櫻的棉花糖♪時間 #1 | 野川櫻                                                                                              | 「？」                                         | 來自廣播節目《野川櫻的棉花糖♪時間》                           |
| 2007年   |                        | |                                                |                                                               |
| 11月22日 | Pray For Happiness     | 野川櫻、宮崎羽衣、YOFFY&IMAJO、酒井香奈子、井上奈奈、近江知永、庄子裕衣、阿部玲子、三好麻美、山村響 | 「Pray For Happiness」                         | Live活動《RAMS Live Festival 2007 at Shibuya O-EAST》主題歌曲 |
| 11月22日 | Pray For Happiness     | 野川櫻、宮崎羽衣、YOFFY&IMAJO、酒井香奈子、井上奈奈、近江知永、庄子裕衣、阿部玲子、三好麻美、山村響 | 「Pray For Happiness（Acoustic Ver.）」        |                                                               |

### CD未收錄
| 歌曲名稱     | 商業搭配                     | 備註                                   |        |        |
| 2001年       | 2001年                       | 2001年                                 | 2001年 | 2001年 |
| ------------ | ---------------------------- | -------------------------------------- | ------ | ------ |
| COSMIC HEART | PC遊戲《★♥ ～!!～》主題歌曲  | 主唱：忍（山本麻里安）、直美（野川櫻） |        |        |
| 2010年       |                              |                                        |        |        |
|              | 電視動畫《吐司咪咪》主題歌曲 | 咪咪（野川櫻）名義                     |        |        |
|              | 電視動畫《吐司咪咪》主題歌曲 | 咪咪（野川櫻）名義                     |        |        |

## 其它

### 寫真集
- SAKURA（音樂專科社（日语：音楽専科社）：2003年10月1日）
- COUNT DOWN LIVE紀錄片DVD&海報書（2005年4月23日）

### 作詞（個人主唱歌曲）
2001年
2002年
- 心之方塊（日语：ハートのパズル）
- white song（日语：ハートのパズル）
- 落星之丘（日语：星の降る丘）

2003年
- 他與她與我
- Good morning ～～
- 種
- MOTHER
- （SAITA Ver.）

2004年
- 卒業中無傷な夢[注 11]
- Snow to Spring[注 11]
- So Sweet[注 11]
- 棉花糖♪時間

2005年
- PoTeChi

## 腳註

## 外部連結
- 野川櫻｜Office Anemone （页面存档备份，存于） （日語）
- （日語）－野川櫻的官方個人網站。
- （日語）－（舊）野川櫻的官方個人網站。
- （日語）－野川櫻的官方個人部落格（2010年6月29日起轉移至此）。
- 野川櫻的X（前Twitter） （日語）
- 野川櫻的Instagram帳戶 （日語）